# Цилиндър на Венелт
Цилиндър на Венелт е вид електронна лампа, използвана като електронно-лъчева тръба. Цилиндърът Венелт фокусира лъча, както и контролира емисиите на електрони от спиралата, през които преминават лъчите.Капачката на Венелт е с формата на кухи цилиндри. Долната страна на цилиндъра има отвор (през отвора), разположен в неговия център, с диаметър, който обикновено варира от 200 до 1200 микрометра. Долната страна на цилиндъра често се прави от платина или танталово фолио. Носи името на своя изобретател, немския физик Артур Венелт.